# Antonio Herminio Simón
Antonio Herminio Simón (La Banda, 21 de octubre de 1934), militar argentino que sirvió en el terrorismo de Estado en Argentina como oficial de inteligencia.

## Biografía

### Carrera
En 1975, el entonces mayor Simón revistaba en una subunidad del Batallón de Inteligencia 601. En 1983, estaba en la Central de Reunión del B Icia 601.
En el golpe de Estado del 24 de marzo de 1976, fue designado secretario de Información por Adolfo Sigwald, interventor federal de la provincia de Buenos Aires. Luego, estuvo interinamente como subsecretario de Prensa y Difusión.
En 1977, ya siendo teniente coronel, fue enviado a la Zona del Canal de Panamá para estudios castrenses. Entre 1980 y 1983, fue jefe del Destacamento de Inteligencia 123, con base en Paso de los Libres.

### Enjuiciamiento
A principios de la década de 2000, Simón fue enjuiciado en la Causa Contraofensiva. Por esta causa, en 2012, el juez federal Ariel Lijo lo condenó a 19 años de prisión. Dado que ya había cumplido 17 años, nueve meses y 10 días de cárcel, gracias al beneficio del 2x1 que le fuera otorgado, la pena vencía el 20 de agosto de 2013, de acuerdo a la resolución de la Sala II de la Cámara Federal.